# Трузеталь
Трузеталь (нем. Trusetal) — коммуна в Германии, в земле Тюрингия. 
Входит в состав района Шмалькальден-Майнинген.  Население составляет 4083 человека (на 31 декабря 2006 года). Занимает площадь 25,88 км². Официальный код  —  16 0 66 074.
Коммуна подразделяется на 5 сельских округов.

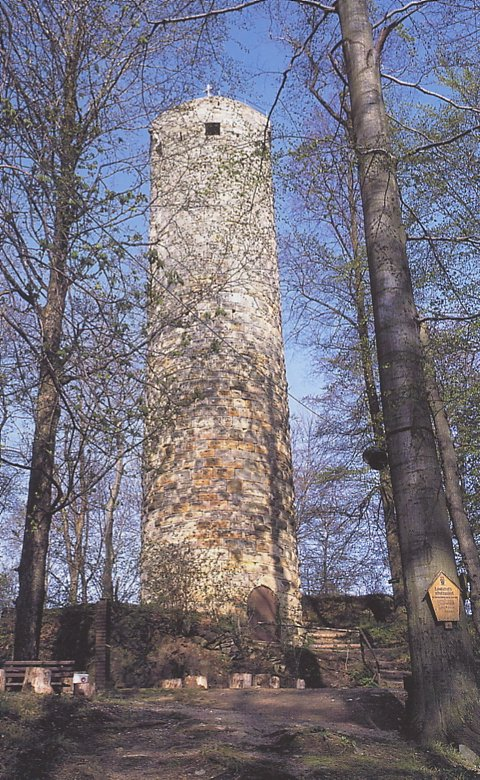
Башня

## Известные жители
- Франк Ульрих — немецкий биатлонист (выступал за ГДР) и тренер. Четырёхкратный обладатель Кубка мира (1978, 1980, 1981, 1982). Олимпийский чемпион 1980 года в индивидуальной гонке на 20 км, двукратный серебряный (1980 — в спринте и в эстафете) и бронзовый (1976 — в эстафете) призёр Олимпийских игр.